# Anisonychus atropterus rubribasalis
Anisonychus atropterus rubribasalis es una subespecie de coleóptero de la familia Attelabidae.

## Distribución geográfica
Habita en Kalimantan (Indonesia).